# Malmö Kulturhistoriska Förening
Malmö Kulturhistoriska Förening är en lokalhistorisk förening i Malmö vilken bildades 1909 på initiativ av friherre Nils Djurklou, ryttmästare vid Kronprinsens husarregemente, under namnet Malmö Fornminnesförening. Djurklou blev även föreningens förste ordförande. År 1989 ändrades föreningens namn till Elbogen, Malmö fornminnesförening och på årsmötet 2001 antogs det nuvarande namnet.
Föreningen har under årens lopp utgivit ett stort antal årsskrifter (sedan 1933) och annan lokalhistorisk litteratur. Årsskriften har sedan 1978 haft namnet Elbogen. Åren 1978–1990 var Kjell Åke Modéer ordförande. Ordförande 2003–2021 var Göran Larsson.